# Pomorjany
Pomorjany (ukrainisch Поморяни, polnisch Pomorzany) ist eine Siedlung städtischen Typs im Rajon Solotschiw der Oblast Lwiw im Westen der Ukraine.

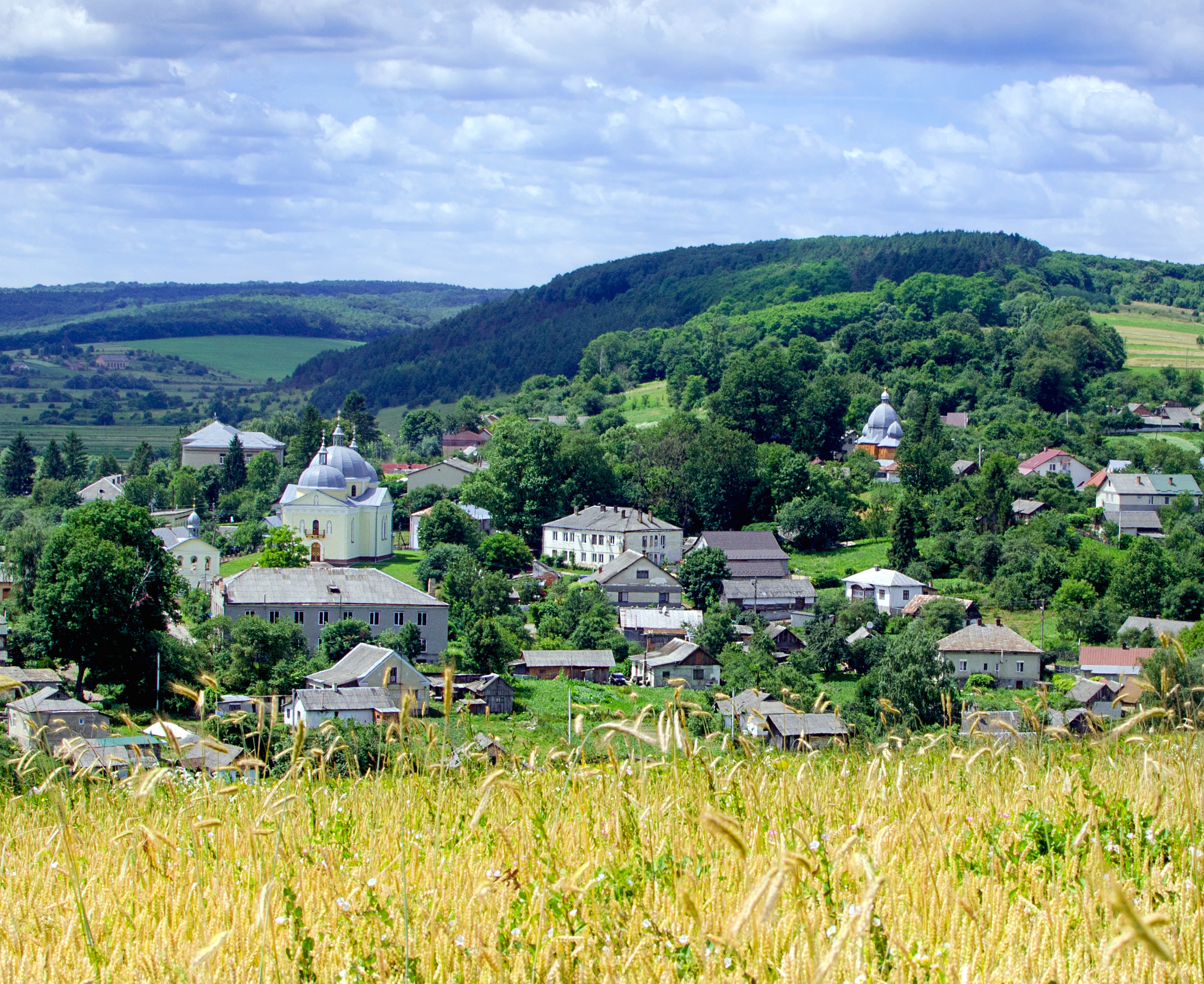
Blick auf den Ort

Die Siedlung ist etwa 95 Kilometer östlich von Lemberg und etwa 25 Kilometer südlich der Rajonshauptstadt Solotschiw am Flüsschen Machniwka gelegen.

## Geschichte
Der Ort wurde 1437 zum ersten Mal schriftlich erwähnt und lag zunächst in Polen, kam 1772 als Pomorzany zum österreichischen Galizien und war ab 1918 bis 1939 ein Teil der Polnischen Republik (im Powiat Zborów, Woiwodschaft Tarnopol). Nach dem Ende des Zweiten Weltkrieges fiel der Ort an die Sowjetunion, seit 1991 ist er Teil der heutigen Ukraine. 1940/44 erhielt das nunmehr Pomorjany genannte Dorf den Status einer Siedlung städtischen Typs, bis 1959 war es auch das Rajonszentrum des gleichnamigen Rajons Pomorjany.

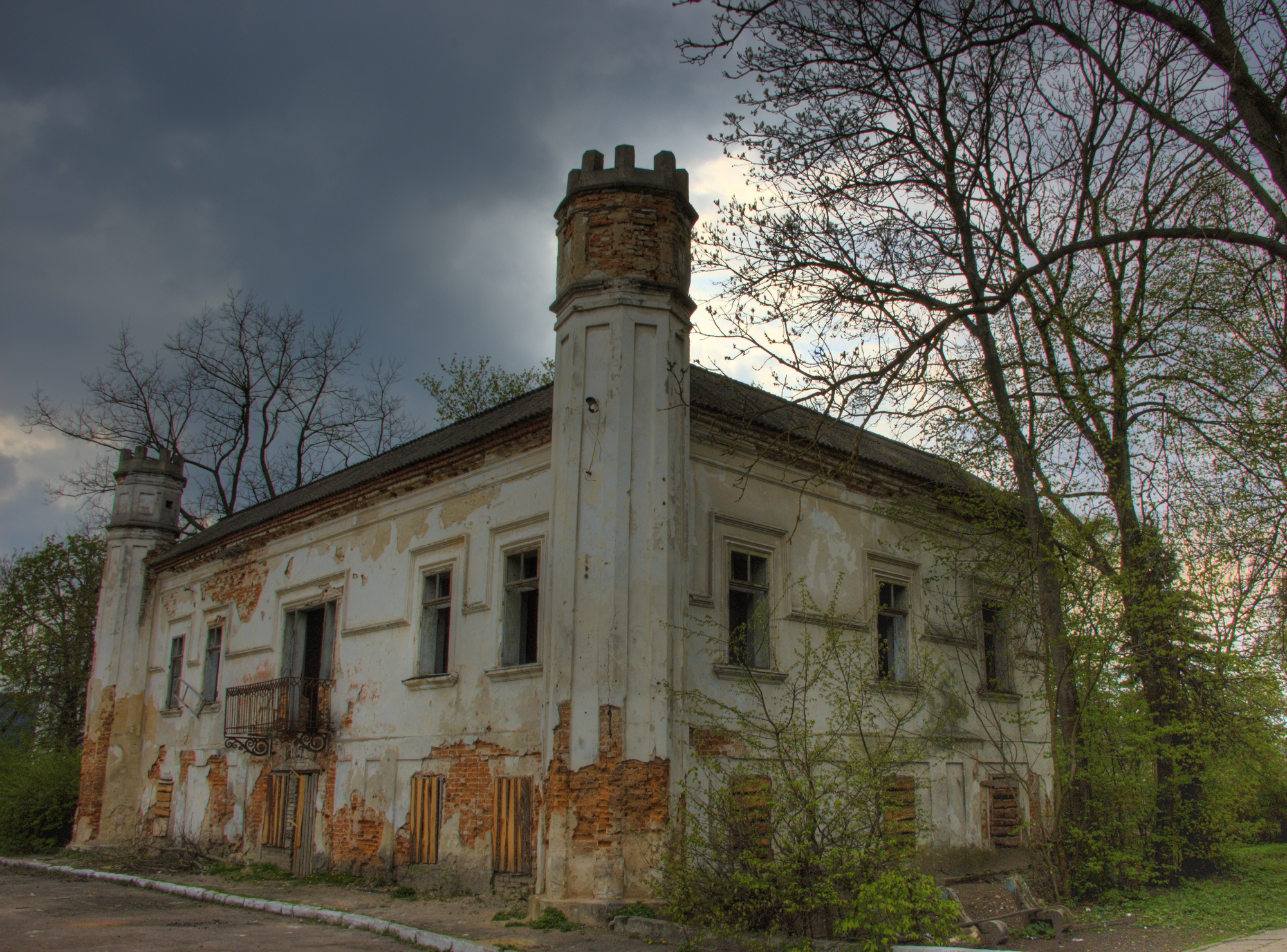
Verfallenes Rathausgebäude im Ort

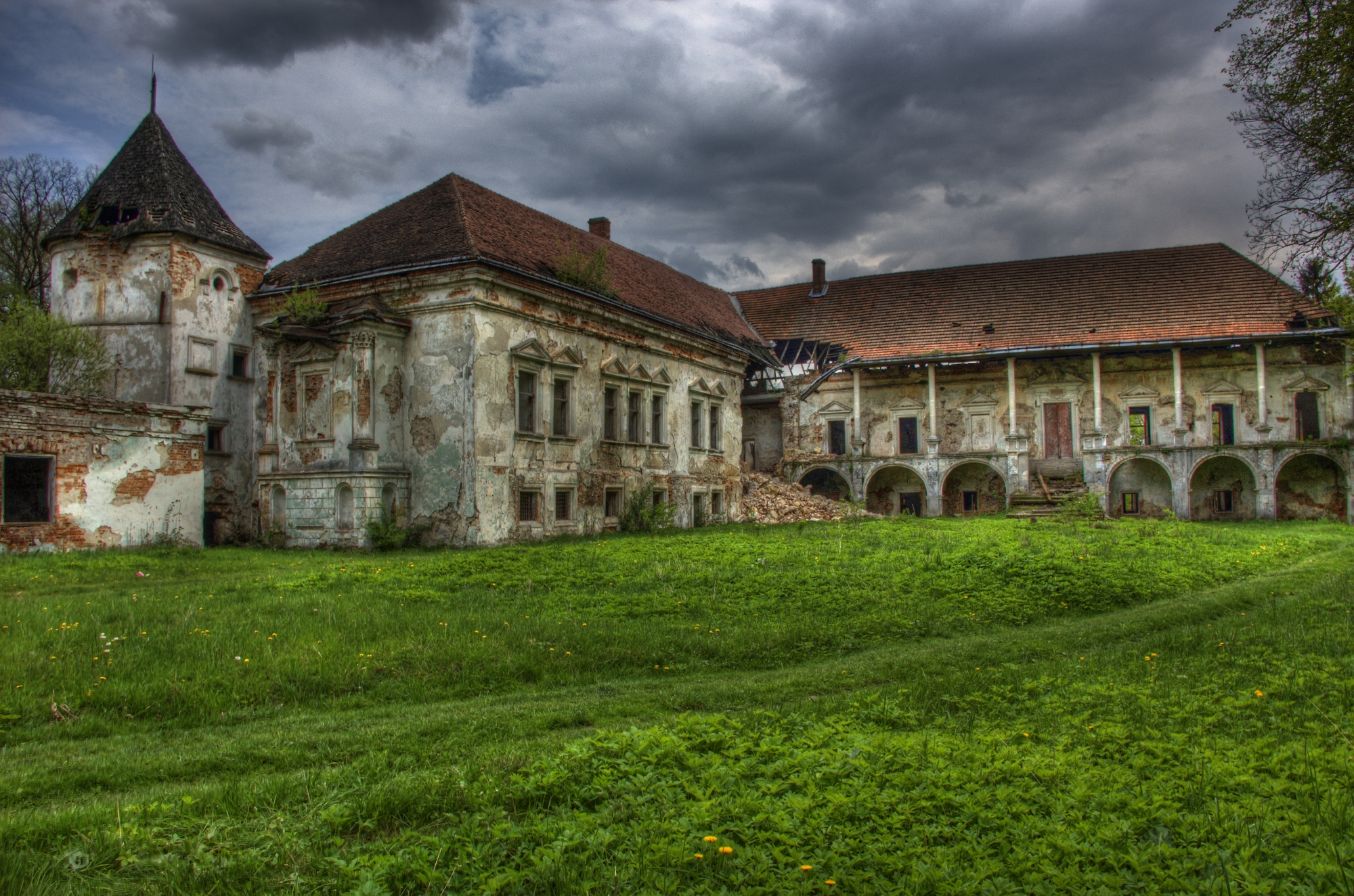
Schloss in Pomorjany

Die größte Sehenswürdigkeit des Ortes ist das Schloss Pomorjany, es entstand im 16. Jahrhundert und wurde 1789 in den heutigen Zustand umgebaut, seit der letzten Nutzung als Schule in den 1970er Jahren verfällt das Gebäude aber.

## Verwaltungsgliederung
Am 12. Juni 2020 wurde die Siedlung städtischen Typs zum Zentrum der neu gegründeten Siedlungsgemeinde Pomorjany (Поморянська селищна громада/Pomorjanska selyschtschna hromada). Zu dieser zählen auch die 20 in der untenstehenden Tabelle aufgelistetenen Dörfer; bis dahin bildet sie zusammen mit den Dörfern Bohutyn, Kulby, Nadilne, Sahora und Torhiw die Siedlungsratsgemeinde Pomorjany (Поморянська селищна рада/Pomorjanska selyschtschna rada).
Folgende Orte sind neben dem Hauptort Pomorjany Teil der Gemeinde:
| Name                     | Name         | Name                         | Name         |
| ukrainisch transkribiert | ukrainisch   | russisch                     | polnisch     |
| ------------------------ | ------------ | ---------------------------- | ------------ |
| Bibschtschany            | Бібщани      | Бибщаны                      | Bubszczany   |
| Bohutyn                  | Богутин      | Богутин (Bogutin)            | Bohutyn      |
| Koropez                  | Коропець     | Коропец (Koropez)            | Koropiec     |
| Koroptschyk              | Коропчик     | Коропчик (Koroptschik)       | Koropczyk    |
| Krasnosilzi              | Красносільці | Красносельцы (Krasnoselzy)   | Krasnosielce |
| Kropywna                 | Кропивна     | Кропивная (Kropiwnaja)       | Kropiwna     |
| Kulby                    | Кульби       | Кульбы                       | Kulby        |
| Machniwzi                | Махнівці     | Махновцы (Machnowzy)         | Machnowce    |
| Nadilne                  | Надільне     | Надельное (Nadelnoje)        | Kuczkandyna  |
| Nestjuky                 | Нестюки      | Нестюки (Nestjuki)           | Nestiuki     |
| Pidhirja                 | Підгір'я     | Подгорье (Podgorje)          | Uhorce       |
| Poljany                  | Поляни       | Поляны                       | Ryków        |
| Remesiwzi                | Ремезівці    | Ремезовцы (Remesowzy)        | Remizowce    |
| Rosdorischne             | Роздоріжне   | Раздорожное (Rasdoroschnoje) | Skażenica    |
| Sahora                   | Загора       | Загора (Sagora)              | Zagóra       |
| Schpykolossy             | Шпиколоси    | Шпиколосы (Schpikolossy)     | Szpikłosy    |
| Schukiw                  | Жуків        | Жуков (Schukow)              | Żuków        |
| Snowytschi               | Сновичі      | Сновичи (Snowitschi)         | Snowicz      |
| Torhiw                   | Торгів       | Торгов (Torgow)              | Torhów       |
| Tschyschiw               | Чижів        | Чижов (Tschischow)           | Czyżów       |